# تيو ريوكي
تيو ريوكي (31 يوليو 1995 - ) هو لاعب كرة قدم ياباني في مركز الوسط. لعب مع نادي بورتو.

## روابط خارجية
- تيو ريوكي على موقع قاعدة بيانات كرة القدم.إي يو (الإنجليزية)
- تيو ريوكي على موقع Soccerway.com (الإنجليزية)